# (3808) Tempel
(3808) Tempel est un astéroïde de la ceinture principale.

## Description
(3808) Tempel est un astéroïde de la ceinture principale. Il fut découvert le 24 mars 1982 à Tautenburg par Freimut Börngen. Il présente une orbite caractérisée par un demi-grand axe de 2,31 UA, une excentricité de 0,15 et une inclinaison de 6,3° par rapport à l'écliptique.

## Compléments